# Gornje Krčevine
Gornje Krčevine su naseljeno mjesto u općini Travnik, Federacija Bosne i Hercegovine, BiH.
Nalazi se zapadno od Travnika. 

## Stanovništvo

### 1991.
Nacionalni sastav stanovništva 1991. godine, bio je sljedeći:
ukupno: 759
- Muslimani - 676
- Srbi - 42
- Hrvati - 15
- Jugoslaveni - 18
- ostali, neopredijeljeni i nepoznato - 8

### 2013.
Nacionalni sastav stanovništva 2013. godine, bio je sljedeći:
ukupno: 576
- Bošnjaci - 554
- Hrvati - 2
- Srbi - 1
- ostali, neopredijeljeni i nepoznato - 19